# Кранфорд
Кранфорд (англ. Craanford; ирл. Áth an Chorráin) — деревня в Ирландии, находится в графстве Уэксфорд (провинция Ленстер) у трассы R725.